# 倪象愷
倪象愷（1684年—1745年），字赞衡，号方山，四川榮縣人，清朝官員。

## 生平
康熙四十四年（1705年）舉人，雍正三年（1725年）任福建羅源縣知縣。雍正六年（1728年）改任台灣府知府，雍正八年（1730年）再升任分巡台廈兵備道。任內提倡灌溉水力修大目降莊舊埤。雍正十年（1732年）因大甲西社番亂而遭解職下臺。雍正十三年（1735年）署保定府知府。